# Непереможне
Неперемо́жне — село в Україні, у Софіївській селищній громаді Криворізького району Дніпропетровської області.
Населення — 63 мешканця.

## Географія
Село Непереможне знаходиться на правому березі річки Базавлук, вище за течією на відстані 2 км розташоване село Володимирівка, нижче за течією на відстані 4,5 км розташоване село Миколаївка.

## Населення

### Мова
Розподіл населення за рідною мовою за даними перепису 2001 року:
| Мова       | Відсоток |
| ---------- | -------- |
| українська | 96,8 %   |
| молдовська | 3,2 %    |

## Інтернет-посилання
- Погода в селі Непереможне

1. ↑  Рідні мови в об'єднаних територіальних громадах України — Український центр суспільних даних